# Видья-раджа
Видья-раджа (санскр. विद्याराज Vidyarāja, «Владыка секретного знания»; кит. упр. 明王, пиньинь Míngwáng, палл. Минван; яп. 明王 Мё:-о:) — в Ваджраяне божества, защищающие разумных существ от демонов. В буддийском пантеоне стоят на третьей ступени, после будд и бодхисаттв. 
Согласно буддийским представлениям, видья-раджи являются гневными ипостасями будд и защитниками буддизма. В частности, пять видья-радж являются защитными проявлениями пятерых будд высшей мудрости. Изображаются обычно с гневными лицами, часто имеют синюю кожу, много рук, а иногда несколько лиц или ног. В руках они сжимают оружие, их обвивают змеи или языки пламени.
В буддийской школе Сингон защитники и гневные формы будд высшей мудрости распределяются следующим образом:
|                                  | Ваджраякса (север, форма Амогхасиддхи) |                                        |
| Ямантака (запад, форма Амитабхи) | Ачаланатха (центр, форма Вайрочаны)    | Трилокавиджая (восток, форма Акшобхьи) |
|                                  | Кундали (юг, форма Ратнасамбхавы)      |                                        |

Существуют и другие видья-раджи, например, Хаягрива, Рагараджа, Махамаюри.